# Cornelia von Levetzow
Cornelia Frederikke Juliane Victorine von Levetzow, född 14 januari 1836 i Ringkøbing, död 26 april 1921 i Kongens Lyngby, var en dansk författare. 
Cornelia von Levetzow kom från en adlig familj och var det yngsta av fem syskon. Fadern, Diedrich Vilhelm von Levetzow (1786–1849) var tulltjänsteman och kammarherre. Modern var Edle Vilhelmine Fog (1793–1872). Cornelia von Levetzows förfäder var av en uradlig släkt från Mecklenburg som hörde till de högre ämbetsmanna- och officersstånden. Hon växte upp i Ringkøbing på västra Jylland fram till faderns död 1849, då familjen flyttade till Köpenhamn, och fem år senare till Kongens Lyngby. Hon fick hemundervisning av sin mor och sina två äldre systrar, Mathilde och Vilhelmine von Levetzow, som likt sin yngre syster också blev författare.
I hemmet lästes mycket skönlitteratur och det var främst H.C. Andersens och Charles Dickens verk som påverkade henne. Hon debuterade som författare 1861 under pseudonymen ”I” med En ung Piges Historie, en bildningsroman om en ung kvinnas utveckling. Den blev en kommersiell framgång och översattes till bl.a. franska, tyska, nederländska och svenska. Året efter gav hon ut två novellsamlingar; Fem Fortællinger och Tre Fortællinger. Dessa författades tidigare än debutromanen och blev också försäljningsframgångar. Likt debuten har de tryckts i flera upplagor. Även efterföljande verk blev framgångar, bland dessa kan nämnas; Skitser af Hverdagslivet (1862), Anna (1863), To fortællinger (1866) och Småskitser (1869). Kännetecknande för alla hennes böcker är dess uppfostrande, moraliska, kristna och idealistiska karaktär, vilket bidrog till att de ansågs vara god läsning för unga flickor. En del av böckerna användes vid landets söndagsskolor och var vanliga som konfirmationsgåvor.
1870-talet innebar en sparsam utgivning; novellsamlingen Livsbilleder (1874). På författaren Charite Paludan-Müllers uppmaning tilldelades von Levetzow Det anckerske Legat 1875. Pengarna använde hon till resor i Sverige och Norge. Hon återupptog författandet igen på 1880- och 90-talen och under denna tid utgavs: Fra det daglige Liv (1881), Fra Vej og Sti (1884), Smaahistorier (1887), Ved Daggry (1888), Fremtidsplaner (1891), Nye Dage (1893) och Agentens Datter og Birthe Marie (1894). 1883 var hon en av de tio första kvinnliga författare som tilldelades ett årligt statligt bidrag (500 kronor). Från och med 1891 slopade hon pseudonymen ”I” och började ge ut böcker under eget namn.
Cornelia von Leventzow förblev ogift.